# Andria di Anfusu
Andria de Anfusu o di Anfusu o de Anfusio (Messina, c. 1340 - Lentini, c. 1416) fue una poeta, notario y magistrado italiana. Existen pocos antecedentes biográficos de Andria de Anfusu, sin embargo se sabe que ya era notario el 14 de febrero de 1365, estando activa aún en 1416; documentos aseveran además que en 1408 era juez.
Como poeta, es conocida por Canto sull’eruzione dell'Etna (1408), una obra alusiva a la erupción del Etna del 9 de noviembre de 1408, texto escrito en 51 tercetos y en siciliano vulgar impregnado de palabras latinas y toscanismos. En estos versos el autor canta las alabanzas hacia Blanca de Navarra, admirando su belleza y realeza al mismo tiempo, «le atribuye  aquellas habilidades taumatúrgicas conferidas por la sacralidad de la Corona.»